# Francisco de Sales Brasil
Francisco de Sales Brasil (Ceará, 26 de janeiro de 1862 — 11 de agosto de 1918) foi um militar e político brasileiro.
Filho de Policarpo Vieira Brasil e de Teodora Maria Vieira Brasil.
Foi deputado à Assembleia Constituinte e Legislativa de Santa Catarina, de 1892 a 1894.
Foi eleito vice-governador do estado, assumiu o governo interinamente, de 8 a 11 de outubro de 1893.
Reformado como general-de-divisão, em 1915.